# 티토 카르나비안
무함마드 티토 카르나비안(Muhammad Tito Karnavian, 1964년 10월 26일 출생)은 인도네시아의 정치인이자 퇴역 경찰관으로, 현재 2019년부터 2029년까지 내무부 장관을 역임하고 있다. 이전에는 2016년부터 2019년까지 인도네시아 국가경찰청장을, 2016년에는 국가 대테러청장을 역임했다.

## 초기 생애 및 교육
티토는 스마 느그리 2 팔렘방에서 첫 공식 교육을 받았고, 정부 지원으로 1987년 인도네시아 군사 학교에 진학했다. 1993년, 티토는 영국 엑시터 대학교에서 경찰학 석사 학위를 취득하며 교육을 마쳤고, 1996년 자카르타의 경찰 과학 대학(STIK)에서 경찰학 학사 학위를 취득하며 교육을 마쳤다.
초등학교와 중학교는 사베리우스 학교에서 다녔고, 고등학교는 스마 느그리 2 팔렘방에서 다녔다. 3학년 때 티토는 몇몇 학부 시험을 치르기 시작했다. 그는 인도네시아 군사학교, 스리위자야 대학교 의학, 가자마다 대학교 국제 관계, 국립 회계 대학을 포함한 모든 시험에 합격했다. 결국 그는 인도네시아 군사학교, 특히 경찰학교를 선택했다.
- 초등학교: SD 사베리우스 4 팔렘방, 인도네시아 (1976)
- 중학교: SMP 사베리우스 2 팔렘방, 인도네시아 (1980)
- 고등학교: SMA 느그리 2 팔렘방, 인도네시아 (1983)
- 경찰 학교: 아카데미 케폴리시안 스마랑, 인도네시아 (1987)
- 경찰학 석사 (M.A.), 엑시터 대학교, 영국 (1993)
- 페르구루안 팅기 일무 케폴리시안 / PTIK (경찰 과학 대학), 자카르타, 인도네시아 (1996)
- 뉴질랜드 왕립 공군 지휘참모대학, 오클랜드, 뉴질랜드 (세스코) (1998)
- 전략학 학사 (B.A.), 매시 대학교, 뉴질랜드 (1998)[4]
- 전략학 박사 (테러리즘 및 이슬람 극단화 관련), 난양 이공대학의 S. 라자랏남 국제학부, 싱가포르 (2013)

## 경력

### 경찰 경력
티토는 2016년부터 2019년까지 인도네시아 국가경찰청장을, 2016년에는 국가 대테러청장을 역임했다.

### 정치 경력
파푸아주와 서파푸아주의 분할
2019년 10월 내무부 장관으로 취임한 직후, 티토는 파푸아에서 분리될 남파푸아 주의 설립을 확정했다.
나중에 2021년 4월, 티토는 서뉴기니를 남서파푸아, 서파푸아, 중앙파푸아, 중앙산맥, 남파푸아, 파푸아 타비 사이레리 등 6개 주로 분할할 것을 제안했다.
COVID-19 완화 노력
티토는 2020년 전 세계적 팬데믹 기간 동안 국가 COVID-19 완화 노력에도 참여했다. 그는 자신의 참여에서 2022년 연말 휴일 제한을 포함한 건강 제한 정책에 대해 모든 지방 정부에 지시를 내렸다.
연말에는 조코 위도도 대통령의 지시에 따라 건강 제한 정책을 폐지하기도 했는데, 이는 팬데믹에 대한 국가 상황이 통제되고 여러 단계의 백신 접종 후 광범위한 국민의 면역 체계가 개선되었음을 고려한 것이었다.
2020년 지역 지도자 선거
2020년 선거에서 티토는 전국적으로 약 1억 4천만 명의 유권자가 참여한 270개의 지방 선거를 성공적으로 수행하는 데 중요한 역할을 했다. 그는 COVID-19 확산을 막기 위한 특정 정책을 적용했으며, 그 결과 민주적 선거가 COVID-19 확산 없이 원활하게 진행되었다.

## 영예

### 국가 영예
- 마하푸테라 훈장, 2등급 (인도네시아어: 빈탕 마하푸테라 아디프라다나) (2020)[13]
- 국가경찰 공로 훈장, 1등급 (인도네시아어: 빈탕 바얀카라 우타마) (2016)[14]
- 육군 공로 훈장, 1등급 (인도네시아어: 빈탕 카르티카 에카 팍시 우타마) (2018)[15]
- 해군 공로 훈장, 1등급 (인도네시아어: 빈탕 잘라세나 우타마) (2018)[15]
- 공군 공로 훈장, 1등급 (인도네시아어: 빈탕 스와 부와나 팍사 우타마) (2018)[15]
- 국가경찰 공로 훈장, 2등급 (인도네시아어: 빈탕 바얀카라 프라타마)
- 국가경찰 공로 훈장, 3등급 (인도네시아어: 빈탕 바얀카라 나라랴)
- 경찰 장기근속 메달, 32년 (인도네시아어: 사티알란차나 펭아브디안 XXXII 타훈)
- 경찰 조직 발전 메달 (인도네시아어: 사티알란차나 자나 우타마)
- 경찰 공로 메달 (인도네시아어: 사티알란차나 끄사뜨리아 바얀카라)
- 경찰청 구체적 업무 메달 (인도네시아어: 사티알란차나 카리아 바크티)
- 경찰 교육 메달 (인도네시아어: 사티알란차나 바크티 쁘디디칸)
- 파일:Pita (Ribbon) Satyalancana Bhakti Buana.png 국제 평화 유지 경찰 임무 메달 (인도네시아어: 사티알란차나 바크티 부아나)
- 파일:Pita (Ribbon) Satyalancana Bhakti Nusa.png 외곽 지역 경찰 임무 메달 (인도네시아어: 사티알란차나 바크티 누사)
- 파일:Pita (Ribbon) Satyalancana Dharma Nusa.png 국방 복무 메달 (인도네시아어: 사티알란차나 다르마 누사)
- 경찰 작전 메달 (인도네시아어: 사티알란차나 오페라시 케폴리시안)
- 아체 군사 작전 복무 메달 (인도네시아어: 사티알란차나 G.O.M VII)
- 락사카 다르마 군사 작전 복무 메달 (인도네시아어: 사티알란차나 락사카 다르마)
- 공로 인물 모범 메달 (인도네시아어: 사티알란차나 위라 카리아)
- 사회 복지 분야 복무 메달 (인도네시아어: 사티알란차나 케바크티안 소시알)

### 외국 영예
브루나이:
- 파두카 케베라니안 라일라 테르빌랑 훈장, 1등급 (DPKT) – 다토 파두카 세리 (2017년 7월 15일)[16]

 동티모르:
- 공로 훈장 (2018)[17]

 말레이시아:
- 핑앗 팡리마 가가 파수칸 폴리스 (P.G.P.P.) (2017)[18]

 러시아:
- "국제경찰협력 100주년" 기념 메달 (2017)[19]

 싱가포르:
- 다르자 우타마 바크티 체멜랑 (D.U.B.C.) (2020)[20]

## 저술
- 인도네시아 최고 기밀: 포소 분쟁 해체 (포소 분쟁 해체), 그라미디어, 자카르타, 2008년.
- 지역 우애: 인도네시아와 필리핀 폭력 집단 간의 협력, "향후 10년간 남동아시아의 테러리즘" 책의 한 챕터, ISEAS, 싱가포르, 2009년.
- 첸드라와시 새의 땅의 바얀카라 (첸드라와시 새의 땅의 수호자), ISPI 전략 시리즈, 자카르타, 2013년.
- 이슬람 반란 설명, 임페리얼 칼리지, 런던, 2014년
- 국가 건축의 경찰 (국가 건축의 경찰), LIPI, 자카르타, 2017년.
- 민주 경찰, 그라미디어, 자카르타, 2017년.

## 갤러리

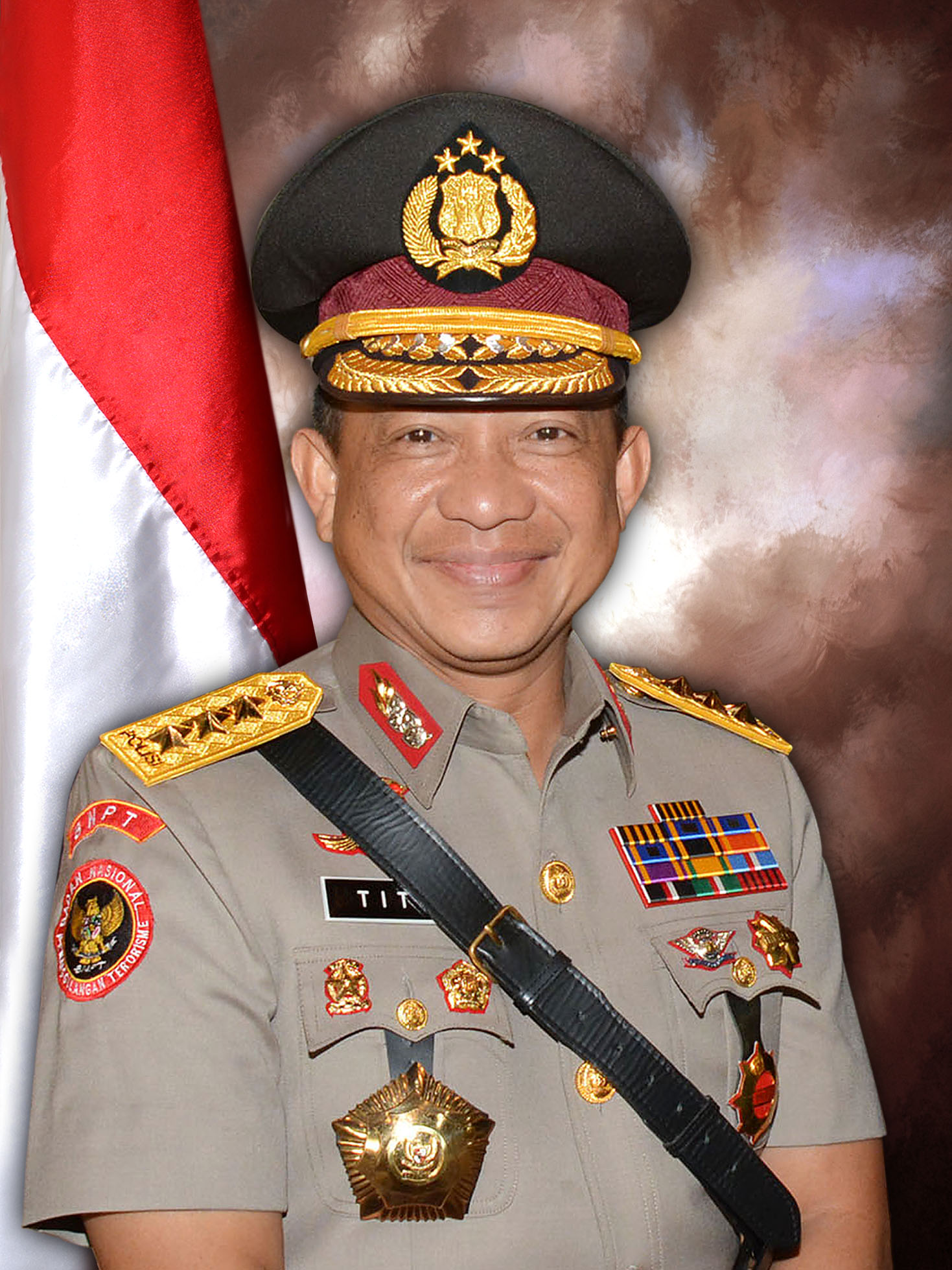
2016년 3월, 국가 대테러청장 시절 카르나비안
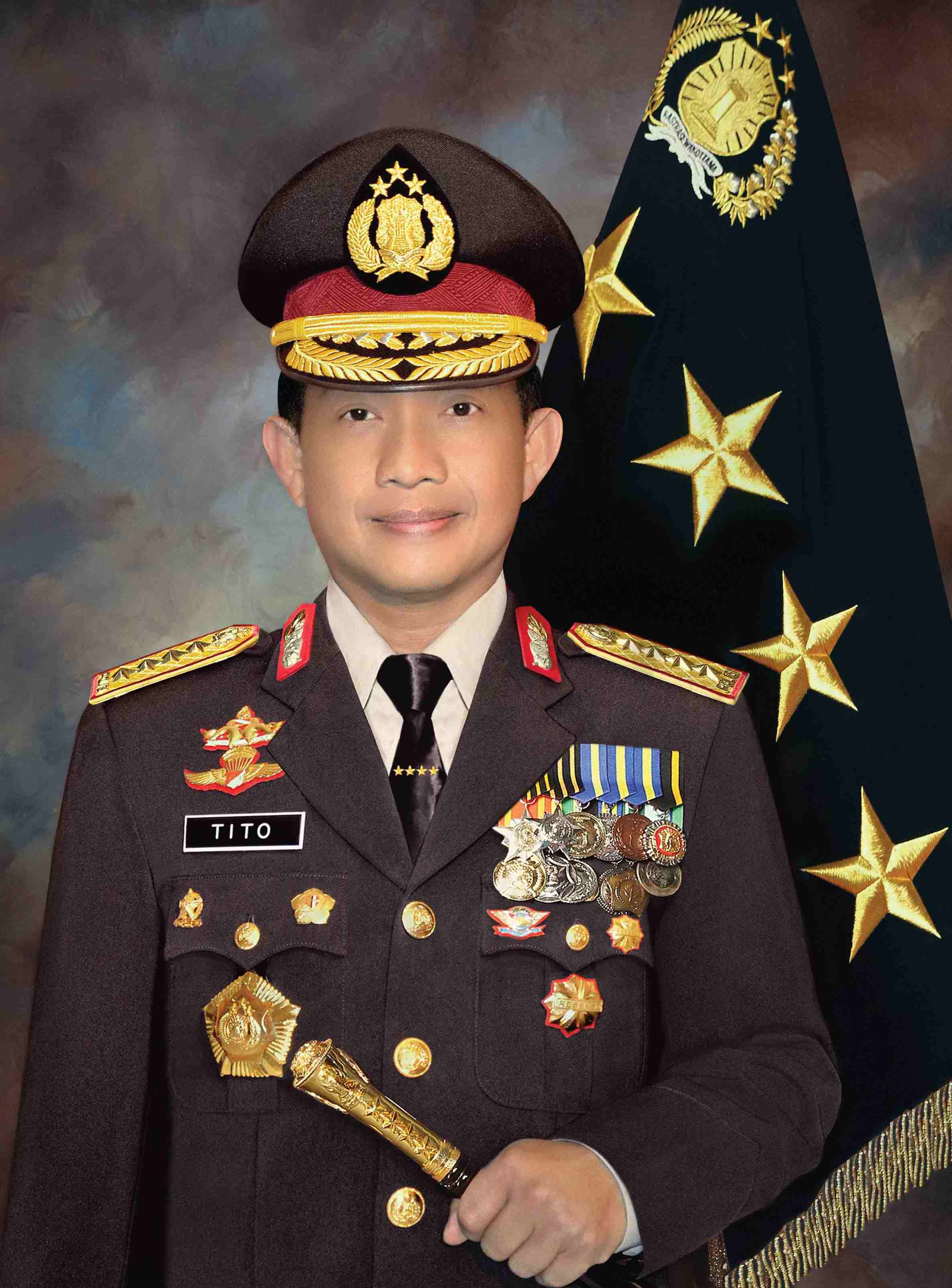
2016년 7월, 인도네시아 국가경찰청장 시절 카르나비안
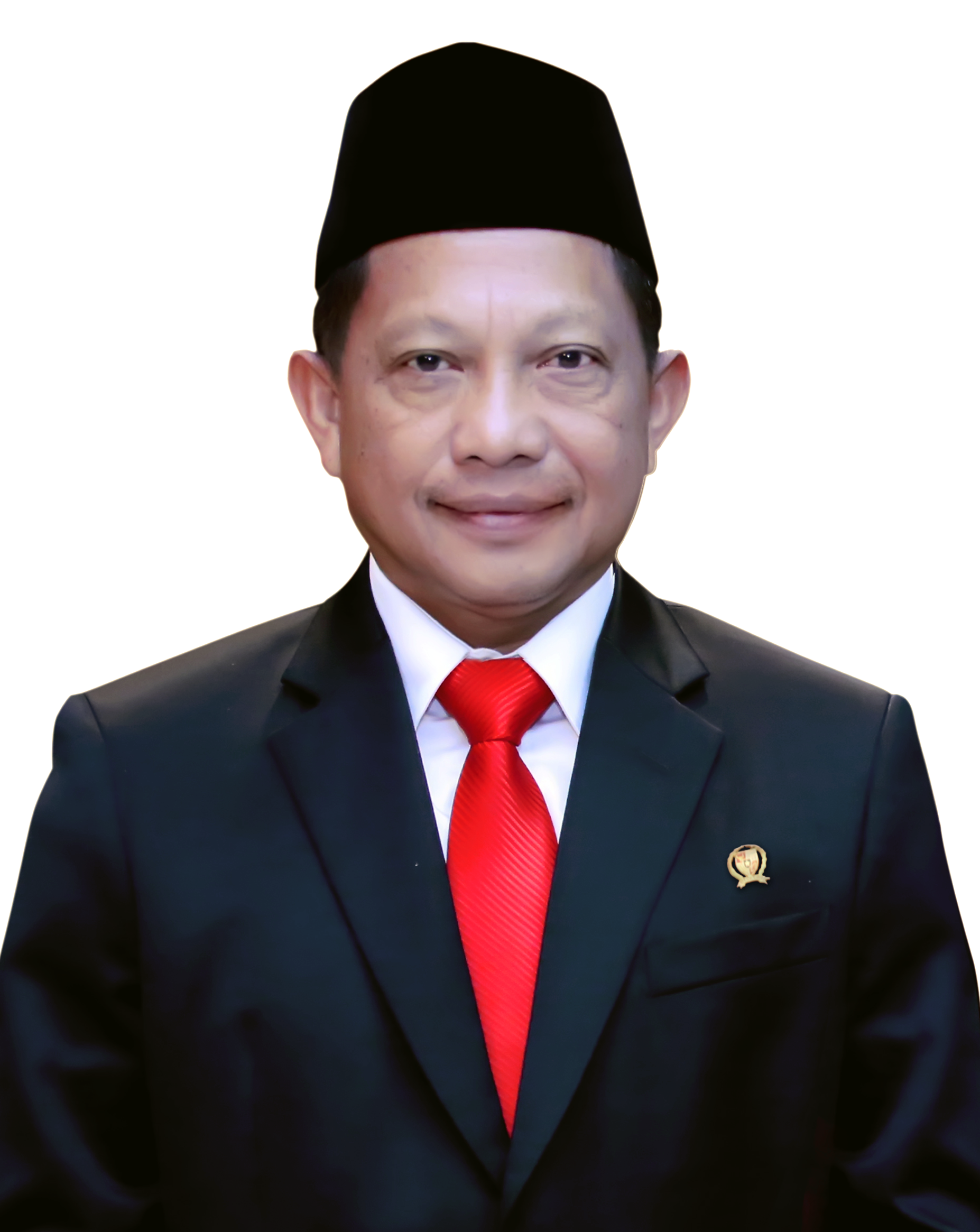
2019년, 전진 인도네시아 내각의 카르나비안